# هيرب كريستوفر
هيرب كريستوفر (بالإنجليزية: Herb Christopher)‏ هو لاعب كرة قدم أمريكية أمريكي، ولد في 7 أبريل 1954 في توماسفيل في الولايات المتحدة.

## وصلات خارجية
- هيرب كريستوفر على موقع مرجع كرة القدم المحترفة.كوم (الإنجليزية)